# Scrophularia saharae
Scrophularia saharae är en flenörtsväxtart som beskrevs av Jules Aimé Battandier och Trab.. Scrophularia saharae ingår i släktet flenörter, och familjen flenörtsväxter. Inga underarter finns listade i Catalogue of Life.